# ASUS Eee Pad Transformer
L'Asus Eee Pad Transformer est une tablette numérique du constructeur Asus fonctionnant sous Android 3.0. Elle peut être connectée à une station d'accueil équipée d'un clavier avec pavé tactile multipoints ce qui lui assure une navigation aisée.
Premier modèle de la gamme "Eee Pad" (sous la référence TF101), il fut suivi des modèles "Transformer Prime" (TF201), "Transformer Pad" (TF300T) et "Transformer Pad Infinity" (TF700T).

## Caractéristiques

### Matériel
L'Eee Pad Transformer possède un écran LED de 10,1 pouces dont la définition est 1 280 × 800 px, un appareil photo de 1,2 mégapixel à l'avant et de 5 mégapixels à l'arrière. Il possède un processeur intégré Nvidia Tegra 250, une mémoire de 1 Go, DDR2, un stockage de masse de 16 Go (existe aussi en 32 Go) et est compatible Wi-Fi 802.11 b/g/n et Bluetooth 2.1 + EDR.
L'appareil est capable de fonctionner 9 h 30 en lecture vidéo et jusqu'à 16 h lorsqu'il est associé à sa station d'accueil contenant une deuxième batterie ainsi que deux ports USB 2.0 et un lecteur de carte microSD.

### Logiciel
L'appareil est livré avec Android 3.0 dit « Honeycomb ».
Une première mise à jour automatique vers la version 3.2.1 était possible depuis novembre 2011 ; depuis le 24 février 2012, la mise à jour vers Android 4.0 « Ice Cream Sandwich » a été déployée en France. Depuis, deux nouvelles mises à jour ont été apportées.

## Ventes
ASUS a surpris les analystes et lui-même en proposant cette tablette hybride, car les ventes ont été nettement au-dessus de leurs attentes, au point d'envisager sereinement la création de l'Eee Pad Transformer 2.